# Етиопия
Етиопия (на амхарски: ኢትዮጵያ, официално Федерална демократична република Етиопия) е държава в Източна Африка, разположена във вътрешността на Африканския рог.
Етиопия е втората по население държава в Африка със 111 386 391 души (оценка от юли 2020)  и е десетата по големина с площ от 1 100 000 квадратни километра. Столица е Адис Абеба. Граничи с Еритрея на север, Судан и Южен Судан на запад, Джибути и Сомалия на изток, и Кения на юг.
През по-голямата част от съществуването си Етиопия е монархия. На нейна територия са открити и едни от най-ранните следи на човешко присъствие, и най-вероятно оттук е започнало разпространението на Хомо сапиенс. След надпреварата за Африка и Берлинската конференция, Етиопия и Либерия остават единствените страни на континента, които не попадат под колониална власт. След кратка италианска окупация през Втората световна война, Етиопия става една от първите членки на ООН. Голяма част от африканските нации използват цветовете от етиопското знаме за своите флагове, и тези цветове (зелено, жълто и червено) стават известни като панафрикански цветове.

## Наименование
Съвременното наименование на страната е известно още от текстовете на древногръцкия поет Омир (8 век пр.н.е.), който говори за страната Αἰθιοπία. През 5 век пр.н.е. историкът Херодот използва името за всички области на юг от Египет. Римският писател Плиний Стари свързва произхода на това име с легендарен прародител, описван от него като син на Хефест. Подобен мотив се среща и в средновековни етиопски текстове, които сочат Итиопис, син на библейския Хуш, като основател на град Аксум. Също средновековни интерпретации в Европа извеждат името от гръцките думи αιθο („горя“) и οπς („лице“).
Освен в класически антични текстове, името Етиопия се използва и в много преводи на Стария завет,[Иезек. 29:10] но в на тези места в еврейския оригинал е използвано името Куш, което се отнася за областите между Етиопия и Египет. В Новия завет вече действително се споменават етиопци.[Деян. 8:27]
Първото известно използване на името „Етиопия“ в самата страна е от 4 век, когато Езана, царят на Аксум, въвел християнството в страната, нарича така в каменен надпис собствената си държава.
В миналото на много езици Етиопия е наричана с името Абисиния, което идва от местното семитско име Хабасат през арабската форма Хабеш. И днес самоназванието на семитското население на Етиопия и Еритрея е хабеша. В наши дни названието „Абисиния“ се използва рядко и главно в исторически контекст, макар че в някои езици, като арабския, то продължава да е в употреба.

## География
С площ от 1 126 829 квадратни километра Етиопия е 27-ата по големина страна в света. Приблизителните ѝ географски координати са между 3 ° и 15 ° северна ширина, и между 33 ° и 48 ° източна дължина.
Основната част от Етиопия се намира на Африканския рог, който е най-източният край на африканската земна маса. На запад граничи със Судан и Южен Судан, на север с Джибути и Еритрея, на изток със Сомалия, и с Кения на юг. Общата дължина на държавните граници е 5311 километра, от които най-дълга е тази със Сомалия – 1626 километра, а най-къса е с Джибути – 337 километра. Топографията на страната до голяма степен е определена от Голямата рифтова долина и сложните ѝ системи от планини и плата. Голямото разнообразие на терена определя и големите различия в климата, почвите, естествената растителност и селищните модели.
Етиопия е разнообразна страна в екологично отношение, като се започне от пустините по източната граница, през тропическите гори на юг до богатите на видове планински масиви от африкански тип в северните и югозападните части. Езерото Тана в северната част е източник на Сини Нил. В този регион се срещат много ендемитни видове, като бабуинът гелада, етиопският козирог и етиопският вълк. Широкият височинен диапазон е дал на страната голямо богатство от екологично различаващи се области, което е спомогнало развитието на ендемитни видове в изолация.
Преобладаващият тип климат е тропичен мусонен, с широки, топографски индуцирани вариации. Етиопското плато заема по-голямата част от страната, което е причина климатът да е значително по-хладен от други региони на същата географска ширина. Повечето от големите градове се намират на височини от около 2000 – 2500 метра над морското равнище, включително исторически столици като Гондар и Аксум. Адис Абеба се намира в подножието на планината Ентото на височина от около 2400 метра и има здравословен и приятен климат целогодишно. Температурните разлики в града през годината са много малки, вследствие на което сезоните се определят само от валежите – сухият период е от октомври до февруари, а влажният период е от юни до септември. Средните годишни валежи са около 1200 милиметра. Има средно по 7 часа слънце на ден или около 60% от годината времето е ясно. Сухият сезон е най-слънчевото време на годината, макар дори в разгара на дъждовния сезон през юли и август все още да има слънцегреене по няколко часа на ден. Средната годишна температура в Адис Абеба е 16 °C, с максимални дневни температури от 20 – 25 °C за цялата година, и минимални от 5 – 10 °C. Повечето големи градове и туристически обекти в Етиопия са на подобна надморска височина като Адис Абеба. В по-ниските региони, особено на североизток, климатът може да бъде значително по-горещ и сух. Областта Далол в депресията Данакил има най-високата средна годишна температура – 34 °C.

## История

### Древност
Етиопия е част от региона Източна Африка, където се смята, че преди около 200 хиляди години възникват съвременните в анатомично отношение хора Homo sapiens sapiens. Най-древните известни следи от тези хора са останките от Омо, открити в югозападната част на Етиопия. Също от Етиопия е известна и формата Homo sapiens idaltu, живяла преди 160 хиляди години, смятана за вариант на съвременните хора или техен непосредствен предшественик.
Още в началото на 2 хилядолетие пр.н.е. северните части на днешна Етиопия и Еритрея са населени със семитски народи, като през следващите столетия в тази област се формира езика геез.
През 10 век пр.н.е. в тази област се утвърждава царството Даамат с център около днешния град Йеха. В миналото се е смятало, че тази държава се формира в резултат на миграции на сабеите от срещуположния бряг на Червено море, но днес преобладава мнението, че тя възниква на местна основа, макар да се намира под влияние на сабеите, доминиращи региона на Червено море. За това говорят и свидетелствата за независимо развитие на геез и сродния му сабейски език. Сабейското влияние е ограничено географски и хронологично, поради което се допуска възможността за наличие на отделни сабейски търговски или военни колонии в Африка.
През 4 век пр.н.е. царството Даамат се разпада и на негово място възникват множество малки държавици, които контролират региона през следващите столетия.

### Аксум
През 1 век северните части на днешна Етиопия и Еритрея отново са обединени от царството Аксум, чийто пръв известен владетел е Зоскал. В отделни периоди Аксум значително разширява територията си и поставя под свой контрол дори части от Йемен от другата страна на Червено море. През този период се налага писменото използване на геез, който постепенно измества сабейския. През 3 век иранският религиозен водач Мани споменава Аксум като една от четирите велики сили на епохата, наред с Римската и Сасанидската империя и Китай.
В началото на 4 век сириецът Фрументий заема влиятелни длъжности във владетелския двор, успява да покръсти много придворни и самия владетел Езана и става първият епископ на Аксум. Не е сигурно до каква степен се разпространява християнството през този период, но монета от 324 година показва, че то може би вече е официална религия, което би направило Аксум втората държава (след Армения) официално приела християнството.
През следващите десетилетия влиянието на Аксум нараства, като към царството са присъединени области в южната част на Арабския полуостров. Най-голямо териториално разширение е достигнато през 6 век при управлението на владетеля Калеб, който присъединява йеменската държава Химярит.
С възникването на исляма през 7 век Аксум е подложен на засилен натиск и губи азиатските си владения. През първите десетилетия царството относително успешно се съпротивлява на Халифата, но в крайна сметка столицата е преместена от Аксум във вътрешността на страната и средището на етиопската държавност се измества на юг. В средата на 10 век Аксумската държава е окончателно унищожена от Йодит, полулегендарна нехристиянска владетелка, може би от етническата група фалаша. Нейните наследници изглежда управляват до средата на 12 век, но сведенията за този период са изключително оскъдни, като някои изследователи го наричат „Етиопски Тъмни векове“.
В средата на 12 век нова държава в Северна Етиопия е създадена от Мара Текле Хайманот, основател на династията Загуе. Представителите на новата династия са от етническата група агау, която за разлика от доминиращия семитски елемент в Етопия е кушитска. Въпреки това те възстановяват позициите на християнството и търсят легитимност в старата Аксумска държава, представяйки се за потомци на дъщеря на последния аксумски владетел Дил Наод. В началото на 13 век владетелят Гебре Мескел Лалибела изгражда в столицата Роха комплекс от скални църкви, запазени и днес.

### Етиопска империя
През 1270 година династията Загуе е отстранена от властта от Йекуно Амлак, който се представя за пряк потомък на Дил Наод и възстановител на Соломоновата династия, която управлява страната до края на монархията през 20 век. През 14 век, особено при управлението на Амда Сийон I, държавата се консолидира и с поредица успешни войни срещу съседните мюсюлмански владения разширява територията си. През следващото столетие, при Зара Якоб, средновековната етиопска държава достига своя апогей, като продължава да разширява земите си и активно да християнизира населението в тях.
Първите свидетелства за спорадични контакти между Етиопия и западноевропейските страни са от 15 век, а през 1508 година са установени постоянни дипломатически връзки с Португалия. През 1529 година военачалникът на съседния мюсюлмански султанат Адал Ахмад ибн Ибрахим ал-Гази предприема мащабно нападение срещу Етиопия. В продължилата до 1543 година Етиопско-адалска война Етиопия е активно подкрепяна с въоръжение и известен военен контингент от Португалия, а Адал – от Османската империя. Етиопците успяват да отблъснат нападението, но войната отслабва и двете държави и улеснява заселванията в региона на етническата група оромо.
През 1624 година владетелят Сусениос I приема католицизма. Това предизвиква продължителни бунтове и безредици, в които загиват хиляди. Особено недоволство сред хората предизвикват йезуитските мисии. През 1632 година наследникът на Сусениес I Фасилидес се връща към нехалкедонското християнство, а йезуитските мисионери и други европейци са прогонени от страната. През следващото столетие властта на негусите постепенно отслабва, макар управлението на Иясу I и Бакафа да се свързва с относетелен културен подем.

### Земене Месафинт и начало на модернизация
- XVIII в. В края на 18 в. отслабва централната власт. На трона са поставяни марионетни царе от местните велможи.
- XIX в. Феодална разпокъсаност на Етиопия. През 1855 е коронован Каса Хайлу като цар Теодрос II, който създава по-централизирана държава. Цар Менелик II разширява държавата и води война с Италия.

### Хайле Селасие и република
- ХХ в. През 1930 г. за император е провъзгласен Хайле Селасие. През 1936 г., по време на Втората италианско-етиопска война, Етиопия е окупирана от Италия и заедно с Еритрея и част от Сомалия е включена в колония, носеща името Италианска Източна Африка.

Последният Негус Негести – император Хайле Селасие е свален чрез преврат през 1974 г. от промарксистки настроени офицери. През 1977 г. един от лидерите им – Менгисту Хайле Мариам, – взема властта в свои ръце и Етиопия поема курс към социализъм. Управлението на Менгисту се характеризира с извънредна жестокост, което довежда до избухването на бунтове и свалянето му от власт през 1991 г.
През 1993 г., в резултат на започналата още през 1961 г. война за независимост, Еритрея се отделя от Етиопия, образувайки независима държава, което довежда до Етиопско-Еритрейската война от 1998 – 2000 г.. През ХХ в. Етиопия участва в още няколко въоръжени конфликта като Огаденската война, както и три въоръжени нахлувания в размирната Сомалия, като при последното през 2006 г., в Могадишу е наложено проетиопско правителство.

## Държавно устройство
Етиопия е федерална парламентарна република, при която изпълнителната власт се упражнява от правителство, начело с министър-председател. Президентът се избира за срок от 6 години.
Федералната законодателна власт е поверена на правителството и двукамарния парламент. Той се състои от Съвет на народните представители с 547 члена, избрани за срок от 5 години в едномандатни райони, и Съвет на федерацията, съставен от 112 членове, по един от всяка националност и допълнителен член на всеки 1 милион души.
Федералният върховен съд е най-висшата съдебна институция на страната. Председателят и заместник-председателят на Федералния върховен съд се назначават от Съвета на народните представители по препоръка на министър-председателя. Останалите върховни съдии също се избират от долната камара на парламента, по предложение на министър-председателя и Федералния съдебен административен съвет.

### Административно деление
Етиопия е разделена на 9 региона и 2 града със статут на регион. Регионите са разделени на общо 68 зони, а зоните са разделени на общини (уореди). Страната е разделена на региони, базирани на народите, живеещи в тях.
Регионите (включително градовете със статут на региони) са:
| 1. Адис Абеба 2. Афар 3. Амхара 4. Бенишангул-Гумуз 5. Дире Дава | 1. Гамбела 2. Харари 3. Оромия 4. Сомали 5. Регион на южните нации 6. Тиграй |

## Население

### Официални преброявания
В края на XX и началото на XXI век за 21 години населението на Етиопия се е увеличило с 68 %:
- 53 477 265 (1994)
- 73 750 932 (2007)
- 90 078 000 (2015)

### Оценки
- 82 544 840 (2008)
- 90 873 739 (2011) [1]
- 99 873 000 (2015) [24]
- 102 403 196 (2016) [1]
- 104 344 901 (2017) [25]
- 108 386 391 (юли 2018) [1]

### Етнически състав
Населението на Етиопия е основно от семитски и кушитски племена. Двата най-големи етноса в Етиопия са оромо (32,1%) и амхара (30,2%), следват тиграи (6,2%), сомалийци (6,0%), гураге (4,3%), сидама (3,4%), волаята (2,0%), афари (2,0%), хадия (2,0%), гамо (1,0%), други по-малки са: тигре, харар, аргоба, омета, консо, кафа, агау, бета израел (15 000 души) и други.

### Религии
Етиопия е една от ранните християнски страни, в които християнството не идва през Европа, а направо от Юдея през Египет нагоре по Нил. Александрийската патриаршия е била начело докъм средата на 20 век, след което Етиопската църква става автокефална. Сирийският монах Фрументий е първият духовен водач на етиопците. Етиопците го наричат Абба Селами /Баща на Мира/. По времето на цар Езана 330 г. християнството се налага като основна религия. Коптското православие е основно за Етиопия. През VII век в източните райони на Етиопия прониква ислямът и се ислямизират народите сомали, афар, беджа и др. Ислямизацията обаче не се разпространява над християнизираните области по високите плата в западна и южна Етиопия.

### Езици
Официален език в Етиопия е амхара. Писмеността е със сричкови знаци. Многобройни наречия и езици из труднодостъпните части са незасегнати от грамотност и литература.
Етиопия е мултиезична нация с около 80 етнолингвистични групи, четирите най-големи от които са оромо, амхара, сомалийци и тиграи. Повечето хора в страната говорят афро-азиатски езици от кушитския или семитския клон. Малцинствените етнически групи, населяващи южните райони, говорят предимно омотски езици. Нилските етническите малцинства говорят на Нило-сахарски езици.

## Икономика
През 2007 и 2008 година Етиопия е най-бързо развиващата се африканска страна, която не е зависима от износ на петрол. Въпрекия бързия растеж през последните години, БВП на глава от населението е един от най-ниските в света, а икономиката е изправена пред редица сериозни структурни проблеми. Усилията за реформи са налице от 1991 насам, но обхватът на реформите е скромен. Производителността в селското стопанство остава ниска и чести суши все още затрудняват стопанството на страната. Ефективността на реформите след 2000 година е отразена в 10% среден годишен икономически растеж в периода 2003 – 2008 година. Въпреки тези подобрения, бедността и в градските, и в селските райони остава проблем за страната.
Етиопия често е наричана „водна кула“ на Източна Африка заради големия си брой основни реки (14). Страната има най-големите водни запаси в Африка, но напоителните системи за усвояването им са много малко. Само 1% от водите в Етиопия се използват за производство на електроенергия и 1,5% за напояване.
Далекосъобщителните услуги са оставени в ръцете на държавен монопол. Гледната точка на етиопското правителство е, че поддържането на държавна собственост в този жизненоважен сектор е от съществено значение да се гарантира развитието на телекомуникационната инфраструктура и услуги в селските райони, които се непривлекателни за частни инвеститори.
Според етиопската конституция правото на притежание на земя е само на „етиопската държава и народ“, но гражданите само могат да отдават под наем земя (за срок до 99 години), и не са в състояние да ипотекират или продават. Отдаването под наем на земя за максимален срок от двадесет години е позволено, като това се очаква да гарантира земята да отиде в ръцете на най-продуктивния потребител.
Земеделието генерира почти 41% от брутния вътрешен продукт, 80% от износа и заема 80% от работната ръка. Много други икономически дейности зависят от селското стопанство, включително покупко-продажбата, преработката и износа на селскостопански продукти. Добивите идват предимно от дребни производители и стопанства и голяма част от износа на продукция е осъществяван от дребни собственици. Основните култури включват кафе, боб, маслодайни семена, зърнени храни, картофи, захарна тръстика, плодове и зеленчуци. Най-голям приход осигурява износа на кафе. Етиопия е вторият по големина производител на царевица в Африка.